# 宇和島鉄道1号形蒸気機関車
1号形は、かつて宇和島鉄道（後の宇和島線、現在の四国旅客鉄道予土線の一部）に在籍した、特殊狭軌線用タンク式蒸気機関車である。

## 概要
1913年（大正2年）に3両、1922年（大正11年）および1924年（大正13年）に各1両の計5両がドイツのオーレンシュタイン・ウント・コッペルで製造された。宇和島鉄道では、1 - 3, 5, 6と称したが、1933年（昭和8年）8月1日の国有化にともない鉄道省籍となり、ケ220形（ケ220 - ケ224）と改番された。製造番号は、1913年製が5826 - 5828、1922年製が9846、1924年製が10838である。メーカーのリストによれば、もう1両（製造番号10886）が、宇和島鉄道に納入されたことになっているが、この機関車は、三蟠鉄道に納入予定だったものを、宇和島鉄道が先取りしたのを補充するため、取扱い商社が追加注文したものである。
形態は、新設計50PS形と称する車軸配置0-6-0(B)型9.6トン級ウェルタンク機関車で、固定軸距は1,400mm(700+700mm)である。本形式の炭庫は、原型では運転台前方の張り出しにあったが、のちの改造により、運転台後方に炭庫の張り出しを設けている。
国有化後は、宇和島線の1,067mm軌間への改軌工事に8年余りかかったため、1941年（昭和16年）まで宇和島線にとどまった。改軌工事の完成後は、佐世保鉄道を買収した松浦線に移されている。最初に転属したのは、1937年（昭和12年）4月30日付けのケ222で、後の4両は1941年5月15日付けで転属している。これらは、世知原支区に配置され、松浦線の改軌が完成する1944年（昭和19年）6月まで主力機として使用された。ケ224を除いて同年7月に廃車され、解体されたが、ケ224の廃車は1946年（昭和21年）12月17日まで持ち越され、佐々機関区で保管されていた。同機は、1948年（昭和23年）3月以降に遠州鉄道に譲渡され、奥山線で1956年（昭和31年）まで使用された。同線での番号は9（後年C1907に改番）であった。

## 同形機

### 三蟠鉄道
前述したように、1924年に三蟠鉄道に納入された1両(13)が同形である。この機関車は、ウェルタンクのほかに運転台前方の炭庫の前半部が水槽とされている。同鉄道が1931年（昭和6年）に廃止されたのにともない、1935年（昭和10年）に日本硫黄沼尻鉄道（後の磐梯急行電鉄）に売却されて同社の11になった。1941年の改番によりC911となったが、1953年（昭和28年）に廃車された。

### 赤穂鉄道
赤穂鉄道にも、1923年製（製造番号9395）と1924年製（製造番号10873）の2両が導入され、3, 4として使用された。こちらも基本寸法は三蟠鉄道のものと同様の、前部のオーバーハングが683mmのタイプである。また、3は煙突内部に火の粉の飛散防止用の金網を仕込んだ、ダイヤモンドスタック型であった（後に撤去）。後年、2両とも運転台背部に炭庫を改造により設置している。両機とも1951年に廃車となり、3は大阪のブローカーが購入したというが、その後の消息は不明である。

### その他
後にケ158形となった千葉県営鉄道の3とは、基本寸法が同一であるが、火格子面積が大きく、前後のオーバーハングの長さが若干異なる。

## レプリカ
広島県福山市の屋外遊具メーカー・タカオ株式会社によってレプリカが2輌製造された。
| 番号 | 所在地                                  | 備考 |
| ---- | --------------------------------------- | --- |
| 1    | 愛媛県宇和島市錦町10-1 JR四国宇和島駅前 | 「宇和島城築城400年祭」と「鉄道唱歌（大和田建樹・作詞）誕生100周年」を記念して、2000年（平成12年）5月に設置された。 |
| C1   | 京都府亀岡市馬路町堂ノ西25-1 堤建設     | 京都市西京区山田上ノ町の趣味者が「SL公園」として2003年（平成15年）5月18日に開園させた。2015年頃に現在地に移転した。 |